# كوثبرت (ولاية جورجيا)
كوثبرت (بالإنجليزية: Cuthbert, Georgia)‏ هي مدينة تقع في مقاطعة راندولف بولاية جورجيا في الولايات المتحدة. تبلغ مساحة هذه المدينة 7.9 (كم²)، وترتفع عن سطح البحر 142 م، بلغ عدد سكانها 3425 نسمة في عام 2010 حسب إحصاء مكتب تعداد الولايات المتحدة.

## أعلام
- فليتشير هندرسون
- والتر كينغ ستابلتون
- هوراس هندرسون
- لينا بيكر
- لاري هولمز

## وصلات خارجية
- Cities & Counties - Georgia.gov